# Сад скульптур Бруно Торфса
Сад скульптур Бруно Торфса (англ. Bruno's Art & Sculpture Garden) — тематичний парк, що знаходиться на території Gallipoli Park, в невеликому містечку Мерісвіль, розташованому в штаті Вікторія на південному сході Австралії. Тут серед дерев та чагарників можна побачити понад сотню статуй з обпаленої глини і дерева, створених за мотивами дитячих казок.

## Історія
Художник і скульптор Бруно Торфс народився в Південній Америці, йому виповнилося 15 років, коли родина виїхала до Європи в пошуках кращого життя. Коли виріс, Бруно став багато і часто подорожувати по всьому світу. Під час своїх подорожей, Бруно постійно малював, а повертаючись додому, перетворював свої ескізи в предмети мистецтва: живопис і скульптуру. Багато зі своїх робіт Бруно потім продавав, заробляючи таким чином на життя. Через якийсь час Бруно зі своєю сім'єю вирішили переїхати в Австралію.
Після приїзду в Мельбурн сім'я знайшла ідеальне для житла місце в невеликому селищі Мерісвіль. Чудовий густий ліс, що оточує село, став фундаментом для проекту Бруно. Через п'ять місяців напруженої роботи, парк скульптур під назвою «Сад Бруно» був відкритий для відвідувачів. У парку скульптур також знайшлося місце для галереї, де розташувалися картини і маленькі статуетки.
Парк скульптур Бруно спочатку вміщував лише 15 великих, ростом з людину, теракотових скульптур, але з часом він виріс, і колекція складалася вже з більш ніж ста скульптур. Сад Бруно став дуже популярним і щорічно залучав по кілька тисяч відвідувачів.
В результаті сильної пожежі, що сталася 7 лютого 2009 року, частина дерев'яних і глиняних статуй згоріла і їх відновлення триває досі. Зараз сад Бруно Торфса налічує 115 дивовижних скульптур, а також понад 200 картин та ескізів.

## Опис
Парк скульптур Бруно Торфс розмістився на території площею близько 1 га. Художник невтомно працював протягом багатьох місяців - сім'я, до речі, надавала йому всіляку підтримку - щоб населити мальовничі зарості, прилеглі до будинку Торфса, дивовижними персонажами. Біля входу в парк відвідувачів зустрічає кенгуру з жабою в сумці, в кріслі на веранді будинку сидить добродушний старий, серед зелених гілок і пагонів сховався лісовий гном, неподалік - жінка верхи на єдинорозі і чоловічок на бабці. Деякі скульптури розташовані на видноті, інші ще потрібно пошукати. Одні зображують цілком реальних людей, літературних або міфологічних персонажів, інші - цілком і повністю плід уяви автора. Окремі мешканці парку настільки незвичайні, що їх не так-то просто ідентифікувати - на перший погляд, сидить собі хлопчик в оточенні кішок, але вуха у нього підозріло великі, а на руках і ногах всього по три пальця, та й ті з кігтиками. Цікава скульптура людини-стільця!
Деякі скульптури вдягнені в цілком реальному одязі. Один з персонажів «прикривається від дощу» справжнісінькою парасолькою, інший - грає на піаніно. Частина скульптур парку є самодостатніми композиціями, повністю виконаними в майстерні, що розташована поруч з будинком Торфса, а інші лише тонко обіграють ландшафт, складаючи одне ціле з навколишніми каменями, корінням, калюжками, кущами і деревами. Загалом, всі скульптури різні, але об'єднує їх те, що вони виконані тільки з природних матеріалів - дерева і глини.